# 林区因宁
林区因宁是德国巴伐利亚州的一个市镇。总面积11.83平方公里，总人口1443人，其中男性716人，女性727人（2011年12月31日），人口密度122人/平方公里。